# Кируна
Ки́руна (швед. Kiruna) — самый северный город в Швеции. Расположен в шведской Лапландии, в лене Норрботтен, главный город одноимённой коммуны. В окрестностях города расположено богатейшее месторождение железной руды.
Кируна получила статус города в 1948 году.

## Происхождение названия
Название происходит от саамского слова Giron, что означает «белая птица». Эта птица (куропатка) также изображена на гербе Кируны вместе с алхимическим знаком железа. Знак означает горнодобывающую промышленность города.

## История
Руда в горе Кирунавара была обнаружена в 1696 году, но разработка месторождения была невозможна из-за отсутствия железной дороги.

## География
Кируна находится на расстоянии 145 километров к северу от Северного полярного круга. Полярный день длится с 27 мая до 15 июля, белые ночи — с 5 мая до 26 мая и с 16 июля до 7 августа. Полярная ночь длится с 11 декабря до 2 января. В это время года единственный возможный дневной свет — несколько часов сумерек.

### Климат
Климат субарктический с коротким (в середине июля) прохладным летом и длинной (с середины октября до конца апреля) холодной зимой, хотя климат города может быть значительно мягче, чем климат окружающего леса. Снежный покров, как правило, держится с середины октября до середины мая, но снегопад может случаться в любое время года.
| Показатель                                                              | Янв.  | Фев.  | Март  | Апр.  | Май   | Июнь | Июль | Авг. | Сен.  | Окт.  | Нояб. | Дек.  | Год   |
| ----------------------------------------------------------------------- | ----- | ----- | ----- | ----- | ----- | ---- | ---- | ---- | ----- | ----- | ----- | ----- | ----- |
| Абсолютный максимум, °C                                                 | 10,2  | 8,1   | 8,9   | 16,6  | 26,3  | 29,0 | 30,1 | 27,7 | 23,3  | 13,2  | 10,8  | 8,7   | 30,1  |
| Средний суточный максимум, °C                                           | −9,9  | −9    | −4,3  | 0,5   | 6,8   | 13,3 | 15,9 | 13,6 | 7,9   | 1,2   | −5,2  | −8,5  | 1,9   |
| Средняя температура, °C                                                 | −14,3 | −13,4 | −9    | −3,7  | 2,6   | 8,9  | 11,5 | 9,5  | 4,4   | −1,6  | −8,6  | −12,6 | −2,2  |
| Средний суточный минимум, °C                                            | −18,7 | −17,8 | −13,7 | −7,9  | −1,6  | 4,5  | 7,1  | 5,5  | 0,9   | −4,3  | −11,9 | −16,7 | −5,9  |
| Абсолютный минимум, °C                                                  | −40,1 | −42,3 | −36   | −27,1 | −17,4 | −4,5 | −1   | −5   | −11,8 | −24,8 | −32,3 | −37,5 | −42,3 |
| Норма осадков, мм                                                       | 30    | 25    | 24    | 28    | 35    | 56   | 82   | 70   | 47    | 38    | 36    | 33    | 504   |
| Источник: Средние температуры и осадки, Абсолютные минимумы и максимумы |       |       |       |       |       |      |      |      |       |       |       |       |       |

## Экономика
В 1898 году началась разработка железной руды месторождения Кируна. Кируна является крупным производителем железа в стране. Это связано с нахождением поблизости от города огромных залежей железной руды. В городе добывается почти 85 млн тонн железной руды ежегодно. В день добывается столько руды, сколько понадобилось бы для строительства шести Эйфелевых башен. Самая крупная рудодобывающая компания — LKAB (Luossavaara Kiirunavaara Aktiebolag) — государственный шведский горнорудный концерн, основанный в 1890 году. Штаб-квартира компании расположена в городе Лулео. Производственные мощности LKAB составляют 28 млн тонн железорудной продукции (гранулы, железорудная мелочь и другие продукты) в год. Согласно информации на сайте LKAB, в компании работают 4229 человек, из них 2109 сотрудников — в Кируне (данные на 31 декабря 2013 года). С 2000 года инвестиции компании в производство превысили 30 млрд крон. Средняя брутто-зарплата рабочего в Кируне составляет около 29 тыс. крон (при налоге 30 %).

## Население
Население Кируны составляет 16,4 тысячи жителей (по данным на декабрь 2020 года), из них саамов — около 900.

## Транспорт
В Кируне имеется аэропорт.
Через город проходит железнодорожная ветка Мальмбанан. Есть пассажирское сообщение со Стокгольмом (через Лулео) (2 ночных поезда) и Нарвиком в Норвегии (3 поезда), железнодорожная линия на Нарвик — одна из самых грузонапряжённых скандинавских линий.

## Достопримечательности
В поселке Юккасъярви в 17 км к востоку от Кируны есть ледяной отель, полностью построенный изо льда и ежегодно реконструируемый.
Церковь Кируны (относится к епархии Лулео) — одна из крупнейших деревянных построек Швеции. Здание построено в готическом стиле, а алтарь — в стиле модерн. Возводилось с 1909 по 1912 год по проекту архитектора Густава Викмана. Церковь считается одним из самых замечательных произведений шведской национально-романтической архитектуры. В здании прослеживаются черты американской деревянной архитектуры с влияниями норвежской каркасной церковной архитектуры и саамских деревянных жилищ. В оформлении церкви участвовали принц Евгений, написавший алтарное изображение, а также Кристиан Эрикссон, создавший рельеф для фасада здания.

## Известные жители
- Андерс Берье Сальминг (1953-2022) — шведский хоккеист, игрок сборной Швеции и клубов НХЛ Торонто Мейпл Лифс и Детройт Ред Уингз

## Города-побратимы
- Архангельск, Россия.
- Нарвик, Норвегия.
- Рованиеми, Финляндия.

## Галерея
- Церковь Кируны
- Город с высоты птичьего полета
- Ледяной отель
- Станция Кируна. Здание вокзала